# Трамонт-Эми
Трамо́нт-Эми́ (фр. Tramont-Émy) — коммуна во французском департаменте Мёрт и Мозель региона Лотарингия. Относится к  кантону Коломбе-ле-Бель.	

## География
Трамонт-Эми расположен в 37 км к юго-западу от Нанси. Соседние коммуны: Ванделевиль на северо-востоке, Фекокур на востоке, Гримонвиллер на юго-востоке, Трамон-Лассю, Бёвзен и Вишре на юге, Плёвзен и Сонкур на юго-западе, Трамон-Сент-Андре, Арофф и Жемонвиль на западе.

## История
- На территории коммуны находятся следы галлороманской культуры.
- Некрополь варваров, уничтожен в 1966 году.

## Демография
Население коммуны на 2010 год составляло 34 человека.
| 1962 | 1968 | 1975 | 1982 | 1990 | 1999 | 2010 |
| ---- | ---- | ---- | ---- | ---- | ---- | ---- |
| 44   | 44   | 33   | 37   | 39   | 47   | 34   |

## Достопримечательности
- Церковь XVIII века.